# هوموسلايت
الهوموسلايت هو مُركب عضوي يُستخدم في مستحضرات الوقاية من أشعة الشمس. وهو إستر يتكون من حمض الساليسيليك و3،3،5-حلقي الهيكسانول ثلاثي الميثيل، وهو مُتشق من حلقي الهكسانول. يدخل الهوموسلايت في 45% من مستحضرات الوقاية من الشمس في الولايات المتحدة كعامل كيميائي للحماية من الأشعة فوق البنفسجية. يمتص جزء حمض الساليسيليك الموجود في الجزيء الأشعة فوق البنفسجية التي يتراوح طولها بين 295 إلى 315 نانومتر، مما يحمي البشرة من الضرر الذي قد تسببه أشعة الشمس. أما جزء السايكوهيكسانول الصاد للماء فيُكسب المستحضر قوام دهني يحول دون ذوبانه في الماء.